# ترمکوسک
ترمکوسک (به لاتین: Trękusek) یک روستا در لهستان است که در Gmina Purda واقع شده‌است.